# Robert VIII Bertrand de Bricquebec
 (février 2009).
Si vous disposez d'ouvrages ou d'articles de référence ou si vous connaissez des sites web de qualité traitant du thème abordé ici, merci de compléter l'article en donnant les références utiles à sa vérifiabilité et en les liant à la section « Notes et références ».
Pour les articles homonymes, voir Bertrand.
Ne doit pas être confondu avec Robert Bertrand.
Robert VIII Bertrand de Bricquebec, ou plus simplement Robert Bertrand, surnommé « le Chevalier au Vert Lion » (né en 1273 - mort en 1348 à Beaumont-en-Auge), baron de Bricquebec, vicomte de Roncheville, est un seigneur normand du début du XIVe siècle. Il fut à la fois homme d'État, diplomate et militaire et servit notamment sous Philippe V le Long, Charles IV le Bel et Philippe VI de Valois. Il a été élevé à la dignité de maréchal de France en 1325 et exerçait la charge de « capitaine de la mer sur les frontières de Normandie », avec autorité de Honfleur au Mont-Saint-Michel.
Les Bertrand, célèbre famille normande, n'ont jamais porté de nom à particule, le nom patronymique est tout simplement Bertrand, souvent orthographié en Bertran. Le « de Bricquebec » n'a été ajouté ultérieurement par les généalogistes que pour différencier avec d'autres patronymes éponymes. Tous les documents de l'époque précisent correctement le nom : Robert Bertrand, sire de Bricquebec.

## Biographie

### Premières années
Le premier fait d'armes de Robert remonte à la croisade d'Aragon en 1285 : à la suite des massacres des Vêpres siciliennes en 1282, le roi de Naples Charles d'Anjou demande du secours à son neveu le roi de France, Philippe III le Hardi. Une armée entre en Italie, une autre fait diversion en Espagne. Figueras, Castillon, Gérone sont prises. À côté du connétable de Clermont de Nesles, se tient un écuyer, enfant de douze ans, son neveu, Robert VIII Bertrand. Il semble qu'au cours de la bataille de Gérone en septembre 1285 ce jeune écuyer blesse grièvement par un trait le roi d'Aragon, Pierre III, qui meurt peu après.
Entre les campagnes militaires et les missions, l'administration du domaine des Bertrand se poursuit : le domaine est d'abord celui de Bricquebec (et de son château forteresse), et aussi un vaste domaine sur la rive gauche de la Seine : tout d'abord la vicomté de Roncheville (première baronnie de Normandie), Honfleur, Barneville-la-Bertran, Beaumont-en-Auge... De par sa mère, Robert reçoit des terres en héritage ou en dot en Picardie : Ossay, Nesles, Roye, Avesnes, le Vermandois... Roncheville est située sur la commune de Saint-Martin-aux-Chartrains, butte féodale située dans la vallée de la Touques. Il n'en reste plus rien, à peine la trace de fossés.

### Activités diplomatiques
En 1316, Robert Bertrand est mandé à Saint-Germain-en-Laye par le roi de France pour les octaves de la Pentecôte. Il y rencontre Henri de Sully, son futur beau-père.
En 1321, Robert Bertrand est envoyé en mission en Lorraine auprès de l'évêque de Verdun et au Luxembourg, au sujet de la garde de l'évêché de Verdun. Cette garde disputée entre Édouard Ier de Bar et Jean Ier de Bohême avait abouti à une guerre entre les deux protagonistes. La médiation du roi de France au sujet d'un évêché situé hors du royaume de France, mais stratégiquement important, n'a abouti qu'à une trêve, les batailles repartant de plus belle dans la guerre des quatre seigneurs au détriment de la ville de Metz et de sa région.
En août 1322, Robert Bertrand, accompagné de son beau-père Henri de Sully et d'autres chevaliers, sont envoyés par le roi de France Charles IV le Bel en mission auprès du roi d'Angleterre Édouard II. Ils le suivent lors de sa campagne contre le roi d'Écosse, Robert Ier. La rencontre décisive a lieu le 14 octobre 1322 dans le Yorkshire, près de l'abbaye de Byland. Les chevaliers français, certes en mission, ont le devoir de défendre l'hôte qui les accueille. La bataille d'Old Byland est violente et longue. Mais la panique s'empare du roi Édouard et son épouse la reine Isabelle de France qui abandonnent leurs effets personnels ! Restent sur le champ de bataille les chevaliers normands, français et les Anglais qui n'ont pas cédé à la panique. Mais ayant devant eux un adversaire plus puissant, et n'ayant pas l'habitude de fuir, ces vaillants chevaliers tombent dans les mains des Écossais et sont faits prisonniers. Le 30 mai 1323, une trêve est signée entre les rois d'Angleterre et d'Écosse, une rançon est versée, et le 3 juin 1324, Robert Bertrand et les chevaliers français s'embarquent à Douvres pour regagner la France.

### Maréchal de France
En 1325, le roi Charles le Bel fait Robert Bertrand maréchal de France. À cette époque les maréchaux de France sont au nombre de deux, leur rang est juste en dessous du connétable de France. Leur solde annuelle est de 500 livres tournois, ce qui constitue une somme importante. Il est le seul maréchal créé pendant le cours règne de Charles IV.
En 1327, le maréchal Bertrand se rend dans l'Agenais et dans le Bordelais pour pacifier ces deux régions. Il montre ses capacités militaires et ses talents de négociateur. Il reçoit donc du roi une gratification de 5 000 livres tournois. Mais il faut savoir que la gratification permet de rembourser les frais et débours de la campagne de Guyenne de l'été 1324.
Robert Bertrand est par ailleurs retenu par la situation flamande épineuse. En 1325-1326, il se rend dans les Flandres pour calmer une rébellion paysanne. En 1328, le maréchal repart en Flandre à la suite d'une nouvelle révolte des Flamands, accompagné cette fois du nouveau roi Philippe VI de Valois. Les rebelles flamands commandés par Nicolaas Zannekin sont annihilés par l'ost royal lors la bataille de Cassel.
En 1336, devenu « membre du Conseil du roi », à Paris, Bertrand signe, en présence du roi Philippe, un traité d'alliance avec Alphonse XI, roi de Castille. La même année, il est représentant de la noblesse de Normandie aux États généraux. En 1338, le frère puîné du maréchal, Guillaume Bertrand, est intronisé évêque à Bayeux.

### Début de la guerre de Cent Ans
En 1338, à la suite de l'éclatement de la guerre de Cent Ans entre la France et l'Angleterre, ordre est donné de prendre l'île de Guernesey aux Anglais et le maréchal devient, par décision du roi de France, le seigneur de Guernesey. L'île, avec son château Cornet, est reprise par les Anglais en juillet 1345.
En 1339, le roi d'Angleterre Édouard III riposte en menant une armée en Flandre à Anvers. Le vendredi 23 octobre 1339, Bertrand est présent lors de la confrontation de Buironfosse qui ne débouche sur aucun combat ! Une prédiction défavorable, un mauvais présage d'un lièvre se jetant dans les rangs de l'armée française, l'indécision des conseillers du roi Philippe VI... tout cela fait que le roi de France lève le siège du camp de bataille sans combattre.
En 1340, un désastre maritime a lieu pour la France à la bataille de l'Écluse : la flotte française est détruite par les navires anglais aidés par les barques flamandes, 15 000 hommes sont hors de combat, 170 navires français perdus. L'Angleterre devient la maitresse des mers. La question cruciale est maintenant la suivante : comme les Anglais dominent désormais les mers, où débarqueront-ils en France quand ils voudront le faire ?
En 1341 éclate la guerre de Succession de Bretagne : le nouveau duc, Charles de Blois, demande secours à son oncle, le roi Philippe VI. Une armée, avec le maréchal Bertrand, se met en route, attaque la forteresse de Champtoceaux, puis la ville de Nantes qui se rend en novembre 1341. Le maréchal devint par ordonnance royale Lieutenant ès parties de Bretagne avec les pleins pouvoirs. Puis Rennes tombe en mai 1342, ensuite Vannes, Auray et son château, Carhaix...
En mars 1344, Robert Bertrand, âgé de 71 ans, se démet (ou est démis, on ne sait) de sa charge de maréchal de France. Il reste néanmoins membre du Conseil du roi.
Le 12 juillet 1346, une imposante flotte anglaise forte de 32 000 hommes se présente devant Saint-Vaast-la-Hougue. Robert Bertrand IX, un de ses fils, et 300 hommes tentent vainement de les empêcher de débarquer. Robert est blessé ainsi que son fils et doit se retirer avec seulement trente survivants de sa troupe. L'armée anglaise prend Saint-Lô le 22 juillet et arrive à Fontenay-le-Pesnel le 25. Le roi Édouard III envoie alors un messager à la ville de Caen lui demandant de se rendre pour éviter morts et destructions. Les bourgeois caennais refusent la proposition. La bataille de Caen se fait quartier par quartier, la ville est pillée et brûlée, 95 chevaliers français et normands faits prisonniers, 2 500 morts. Seul le château de Caen résiste toujours héroïquement, sous la direction de l'évêque de Bayeux, Guillaume, l'âme de la résistance, soutenu par son frère le maréchal. L'armée anglaise continue sa route vers Paris en laissant 1 500 hommes poursuivre le siège du château. Mais un jour, les défenseurs font une sortie et massacrent les soldats occupants. La ville de Caen devient libre...

### Mort
Atteint par l'épidémie de peste noire qui frappe le pays à cette époque, le 3 août 1348, s'éteint « haut et puissant monseigneur Robert Bertrand, chevalier, sire de Bricquebec, de Roncheville, de Barneville,... membre du Conseil du roi et ancien maréchal de France ».

## Mariages et descendance
Le 3 mai 1318, à Poitiers, Robert Bertrand épouse Marie de Sully, fille aînée d'Henri IV, de Sully, baron de Châles et grand bouteiller de France, et de Jeanne de Vendôme. Henri de Sully a dix enfants dont huit filles, dont Mahaut de Sully (qui se marie en 1318 à Jean de Lévis, seigneur de Mirepoix), Jean de Sully (qui se marie en 1320 à Marguerite de Bourbon, petite-fille de Saint Louis) et Jeanne de Sully (mariée en 1336 à Jean, vicomte de Rochechouart).
Robert VIII Bertrand et Marie de Sully ont deux garçons et deux filles :
- Jeanne Bertrand dite l'Aînée (née en 1320), elle reçoit Bricquebec et épouse Guillaume Paynel ;
- Robert IX, né en 1321, tué à l'âge de vingt-cinq ans à la bataille de Crécy le 26 août 1346 ;
- le deuxième garçon, Guillaume, marié à Jeanne Bacon, est tué à la bataille de Mauron en Bretagne le 14 août 1352, sans descendance. Notons qu'à cette bataille de Mauron, décède Guy de Clermont de Nesle, petit-fils de Guy Ier de Clermont de Nesle, maréchal de France ;
- (Philippes-)Jeanne Bertrand, (1325-?), vicomtesse de Roncheville (dont elle hérite), mariée à Gérard Chabot, puis en 1353 à Guy IV de la Roche-Guyon (1315-1372) ;
- Jeanne Bertran dite la jeune.

La première lignée mâle de la famille Bertrand s'éteignit.
Robert VIII Bertrand se remarie, avec Jeanne Tesson. 
Leur deuxième fils, Guillaume, a une fille qui épouse le Breton Olivier II de Clisson, dont le fils, Olivier III de Clisson épouse Isabeau de Malines. Olivier IV de Clisson épouse d'abord en 1320 Blanche de Bouville, puis en 1330 Jeanne de Belleville. Du second mariage : Olivier V de Clisson, connétable de France, qui épouse Catherine de Laval. Leur fille, Béatrix de Clisson épouse Alain VIII de Rohan. Alain IX de Rohan épouse en 1407 Marguerite de Bretagne. Leur fille Catherine de Rohan épouse en 1447 en secondes noces Jean d'Albret, vicomte de Tartas. Leur fils Alain d'Albret (1440-1522), épouse Françoise de Blois. Leur fils Jean d'Albret, est roi de Navarre par son mariage avec Catherine de Foix, reine de Navarre. Leur fils, Henri II d'Albret, prince de Béarn, roi de Navarre, épouse Marguerite de Valois, duchesse de Berry. Leur fille, Jeanne d'Albret (1528-1572), reine de Navarre, épouse Antoine de Bourbon. Leur fils : Henri IV, roi de France et de Navarre.
Ainsi, le roi de France Henri IV est le descendant d'une famille normande, les Bertrand.
- La deuxième fille du maréchal Robert Bertrand, Philippa héritière de Roncheville, se marie en deuxièmes noces à Guy IV de la Roche-Guyon (château de La Roche-Guyon)... et nous arrivons à Marie de La Roche-Guyon fille de Guy VII, qui épouse Michel d'Estouteville, arrière-petit-fils de la première fille du Maréchal, Jeanne Bertrand héritière de Bricquebec, dont la fille Adrienne, duchesse d'Estouteville, épouse François de Bourbon. Sa fille Marie de Bourbon a comme arrière-petit-fils Jacques-François de Goyon-Matignon (né à Torigni-sur-Vire en 1689, décédé en 1751) qui devient Grimaldi par son mariage avec l'héritière de Monaco. En épousant l'héritière, Jacques de Goyon de Matignon doit se conformer aux règles régissant la succession au trône. Il adopte, pour lui (Jacques Ier de Monaco) et ses descendants le nom et les armes des Grimaldi. En revanche, il est autorisé à conserver certains de ses titres français : sire de Matignon, comte de Torigni-sur-Vire, baron de Saint-Lô, baron de La Luthumière (12 km nord de Bricquebec, commune de Brix), baron de Hambye. En revanche, son titre de duc d'Estouteville, hérité de ses ancêtres Orléans-Longueville, n'a pu se transmettre à sa descendance... Ces titres, créés pour un Français par les rois de France, étaient forcément soumis à la loi salique, c'est-à-dire, ne pouvant se transmettre que par « primogéniture mâle légitime absolue ».

Ainsi, la famille princière de Monaco descend par lignée féminine du maréchal Robert Bertrand, sire de Bricquebec.

## Sceau
Son sceau (rond, diamètre 25 mm) qui présente un écu tenu par un homme d'armes, armée d'une épée, portant d'or au lion de sinople, couronné et onglé d'argent (d’où le surnom de « chevalier au vert lion ») est appendu à un ordre donné à Thomas Fouques, maître de l'artillerie du roi, à Rouen, d'envoyer sans délai au bailli de Cotentin à Valognes 60 arbalètes avec les baudres et dix milliers d'artillerie (Bricquebec, 15 juillet 1345).